# Gruzda János
Gruzda János (Tövis, 1881. november 18. – Zalatna, 1953. november 3.) romániai magyar festő.

## Élete
Édesapja, a székely gyökerekkel rendelkező Gruzda Domokos, Tövisen volt református lelkipásztor. Az általános iskolát szülővárosában, a középiskolát Nagyenyeden végezte. 1900-ban – apja biztatására – beiratkozott a kolozsvári Református Teológiára. A főiskola idején autodidakta módon rajzolt és festett; 1901-ben az Egyetemi Kör kiállításán öt képével dicsérő oklevelet szerzett. 1902-ben az Erdélyrészi Szépművészeti Társaság kiállításán Fadrusz János felfigyelt képeire, és arra biztatta, hogy művészeti pályán haladjon tovább, de Gruzda nem akarta apjának tett ígéretét megszegni. Majd csak 1904-ben, a teológia elvégzése után, iratkozott a budapesti Képzőművészeti Főiskolára. Mesterei Ferenczy Károly, Hegedűs László és Balló Elek voltak, de a főiskola akkor igazgatója, Szinyei Merse Pál is támogatta pályáját. Az utolsó főiskolai évben külföldi tanulmányútra nyert ösztöndíjat, így jutott el Berlin be, Münchenbe, Drezdába, Düsseldorfba, Königsbergbe és Bécsbe. A tanulmányút során a lehető legtöbb időt töltötte a képtárakban és közben állandóan rajzolt.
1911. december 1 és 1912. július 1. között Alvincen volt segédlelkész, innen Tövisre helyezték, majd 1914. nyarán lelkészi kinevezést kapott Magyarbecére. Közben 1913-ban feleségül vette Ripka Annát, egy besztercei szász iparoscsalád lányát. Gruzda tíz évig szolgált Magyarbecén, közben elvesztette a kapcsolatot művészetének támogatóival. Csak 1922-ben jelentkezett újra tárlaton, amelyet a nagyenyedi kollégium alapításának háromszázadik évfordulójára szerveztek. A festő ezen a kiállításon ismerkedett meg Áprily Lajossal, akivel életre szóló barátságot kötöttek. Gruzda első önálló kiállítására csak negyvenhárom éves korában, 1924-ben került sor, ahol óriási sikert aratott. Ugyanebben az évben Zalatnára költözött, ahol haláláig református lelkészként szolgált. A lelkészlakban gyakran megfordultak az erdélyi magyar szellemi élet jeles személyiségei: Kuncz Aladár, Tavaszy Sándor, Jékely Zoltán, Makkai Sándor, Kacsó Sándor, a festő Nagy István. A festőn 1950 körül kezdett elhatalmasodni az érelmeszesedés, amelynek következtében nehézségekkel járt szolgálatának ellátása is, a festés is. Ennek ellenére életének utolsó hónapjaiban is kijárt tájképeket festeni. 1953-ban hunyt el.

## Művészete
Noha a mellékelt vers nyomán állandó jelzője „a tél festője” lett, és valóban a téli tájak vonzották leginkább, hagyatékában találhatók őszi és tavaszi tájképek is. Pályája elején a szecesszió, az impresszionizmus és a posztimpresszionizmus hatása alá került. Hazatérve, az erdélyi tájakban rejtőző lehetőségeket próbálta kiaknázni. (Murádin Jenő az éledező falukutató mozgalommal rokonította). 
Magyarbecei korszakának képein lírai-impresszionista látásmódja érezhető, későbbi munkáiban tömörségre, monumentalitásra, gondolatébresztő perspektívákra törekedett, ezért olykor már a konstruktivizmussal rokon megoldásokra jutott.
Mivel mindig a szabadban dolgozott, és műveit utólag nem javította, hagyatékában az érett művek mellett sok jelentéktelen munka is maradt. Ő maga nem törődött a kevésbé sikerült képekkel, olykor új képet festett rájuk, és ezekből a képekből soha nem küldött kiállításokra. Az a tény, hogy halála után ezek a képek is forgalomba kerültek, sokat ártott művészi megítélésének.

## Kiállításai
| - 1901. december 15.–24., Kolozsvár, csoportkiállítás - 1902. október, Kolozsvár, az Erdélyrészi Szépművészeti Társaság kiállítása - 1903. augusztus 30.–szeptember 30., Kolozsvár, az Erdélyrészi Szépművészeti Társaság kiállítása - 1905–1908, Budapest, év végi kiállítások a főiskolán - 1906. április, Milánó, nemzetközi kiállítás - 1907. május 15. – szeptember 15, Pécs, országos kiállítás - 1908, London, Londoni Magyar Kiállítás - 1909, Budapest, a Művészeti Szalon kiállítása - 1909–1914, Budapest, Műcsarnok kiállításai - 1922. április, Nagyenyed, csoportkiállítás - 1922. október, Nagyenyed, csoportkiállítás | - 1924. április 16.–26., Kolozsvár, egyéni kiállítás - 1926. március 31.–április 10, Kolozsvár, egyéni kiállítás - 1927. december 18.-27., Kolozsvár, egyéni kiállítás - 1930. november 30.-december 6., Kolozsvár, csoportkiállítás - 1932. december 22.–1933. január 8., Kolozsvár, a Károlyi Gáspár Társaság kiállítása - 1937, Párizs, világkiállítás - 1938. december 31. – 1939. január, Budapest, csoportkiállítás - 1943, Arad, csoportkiállítás - 1943. június 12.–július 5., Brassó, csoportkiállítás - 1980. január 19.–február 8., Kolozsvár, Korunk Galéria, emlékkiállítás |